# Mine de Mount Isa
La mine de Mount Isa est une mine à ciel ouvert et souterraine d'argent, de plomb, de cuivre et zinc située au Queensland en Australie.

## Histoire
La Mine de Mount Isa est découverte en 1950 et permet de pallier les effets de sécheresse sur le gisement de Broken Hill. Elle continue à produire fortement ensuite, malgré une teneur en métal assez moyenne. Exploitées par la compagnie Xstrata, les mines de Mount Isa représenteront une extraction, en 2010, de 8,6 millions de tonnes de minerai contenant 5,6 % de zinc et 2,7 % de plomb.